# ボナンパク

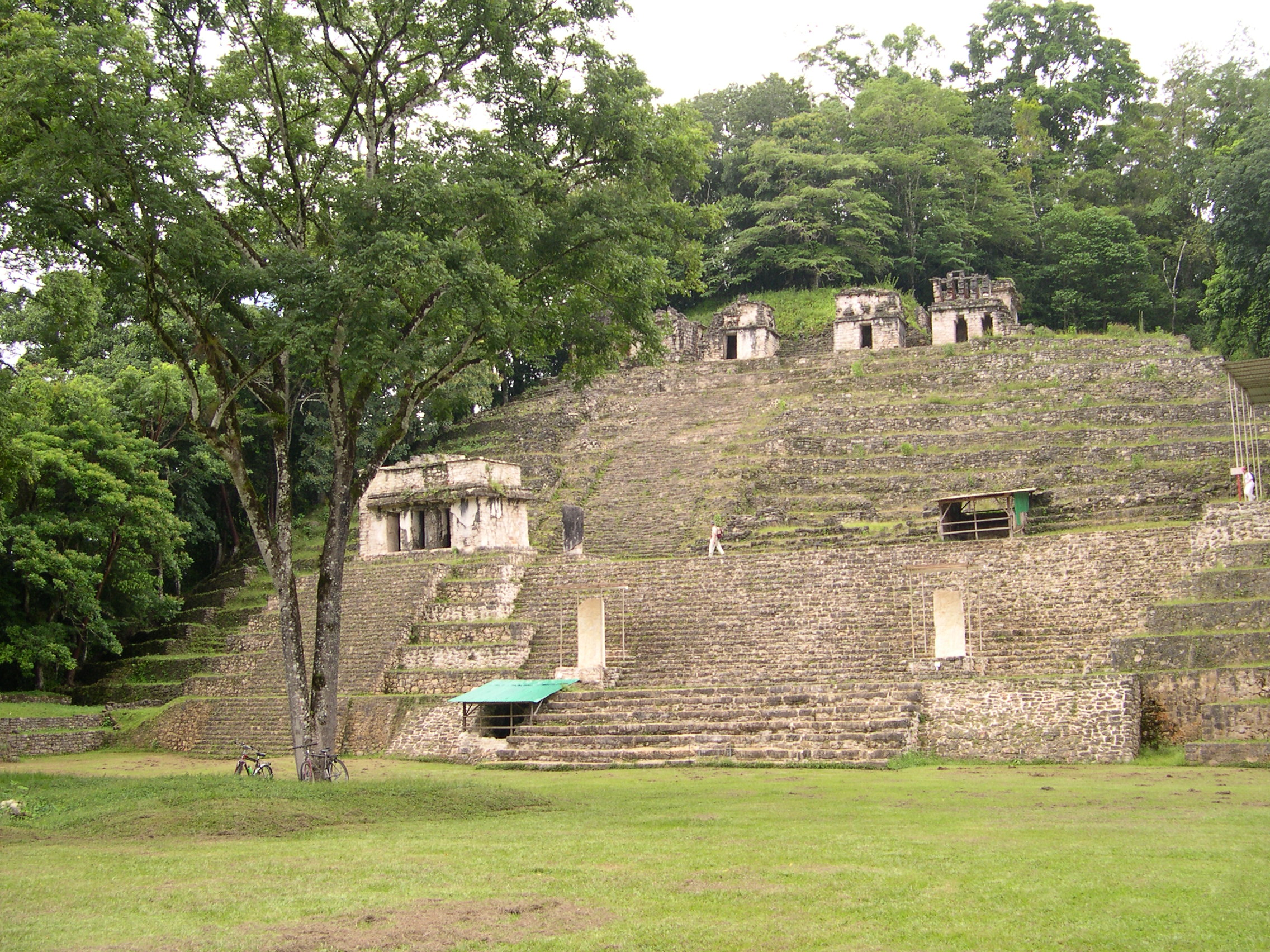
メキシコ・ボナンパク遺跡（神殿） 2本の石柱も見える

ボナンパク（Bonampak）は4世紀から8世紀頃まで栄えたとされるマヤ文明の都市遺跡。ボナンパックと表記されることもある。メキシコ南東部のチアパス州東部、グアテマラ国境に近い北緯16度42分0秒 東経91度3分0秒 / 北緯16.70000度 東経91.05000度、標高300mの地点に位置する。シエラマドレ山脈に平行に走る二つの山脈に挟まれた幅20kmの平坦な谷間に立地する。現在の気候は熱帯雨林気候であるため、周囲は密度の高い森林で覆われている。南西1.5kmにはラカンハ川が流れる。
遺跡全体は北北東に向いている。約100m四方の広場を中心とし、南側に高さ数10mのピラミッド型をした丘の表面に沿って神殿 (Templo de las pinturas) が築かれている。広場の中央に1本、および広場と神殿の境界に2本の石柱が残る。

## 歴史
1946年、ジャイルズ・ヒリーによるラカンドン族の映画撮影がきっかけとなり、ボナンパク遺跡も一般に知られるようになった。その後、本格的な調査が1947年からアメリカのカーネギー研究所とメキシコの国立人類学歴史学研究所の共同で実施され、1955年にその研究成果が発表されている。1964年にはグスターボ・ディアス・オルダスが大統領選挙の公約にボナンパクなどの遺跡に関する周辺インフラ整備・開発を掲げ、観光資源として本格的に開拓されるようになった。

### 歴史認識について
かつてマヤ文明は「戦争の痕跡が無い事」「都市に城塞が無い事」などの理由から一般的に争いを好まず、平和的な民族の文明であったとされてきていたが、ボナンパク遺跡に残された壁画はそれらの認識を覆す描写がなされていた。1955年に発表された最初の調査報告書ではそれらが意図的に隠蔽された状態で発表されている。

## ボナンパクの壁画

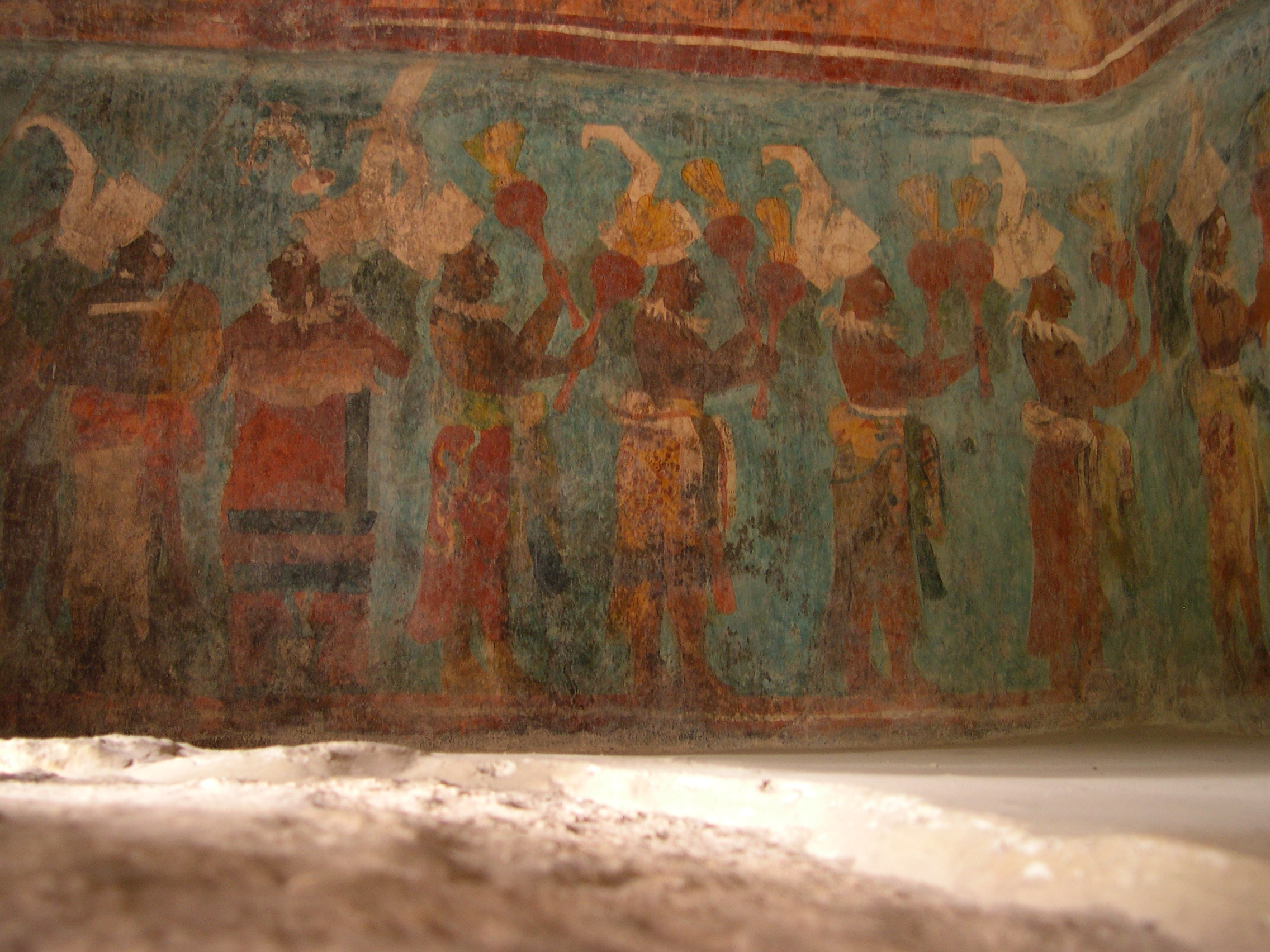
ボナンパク遺跡の壁画

ボナンパクの神殿は内部が三室に分かれており、それぞれの部屋には戦争出陣前の様子、戦争の勝利と捕虜の獲得の様子、勝利を祝う儀式の様子がそれぞれ壁画に描かれており、この壁画と書かれたマヤ文字の解読により、マヤ文明の戦争についての詳細が判明した。

### 壁画の復元
ボナンパクの壁画の復元にはDISが用いられ、デジタル復元（デジタルシルクロードプロジェクト）が試みられている。